# Aaron Nesmith
Aaron Joshua Nesmith (Charleston, 16 ottobre 1999) è un cestista statunitense.

## Carriera

### High school
Nesmith ha frequentato la Porter-Gaud School di Charleston, nella Carolina del Sud a partire dalla quinta elementare ed è stato chiamato per la prima volta nella squadra di basket dell'high school. Al secondo anno, ha vinto il titolo statale di Classe 3A della South Carolina Independent School Association (SCISA) come capocannoniere della sua squadra. Nesmith condusse Porter-Gaud ad altri due campionati statali di Classe 3A nelle sue ultime due stagioni. Da senior, ha avuto una media di 21 punti, 4,5 rimbalzi e 1,8 assist a partita ed è stato nominato South Carolina Gatorade Player of the Year. Ha lasciato il liceo come tre volte giocatore dell'anno SCISA Classe 3A.
Nesmith non ha ricevuto offerte da nessun programma NCAA Division I di alto livello fino a quando non era un senior, ma ha iniziato ad attirare più attenzione dopo un torneo Amateur Athletic Union (AAU) a Charlotte, nella Carolina del Nord. È stato valutato come una recluta a quattro stelle da ESPN e 247Sports e ha scelto Vanderbilt rispetto a Florida, South Carolina, Harvard, Virginia Tech e Columbia.

### College
Nella sua stagione da matricola per Vanderbilt, Nesmith assume un ruolo importante dopo l'infortunio di Darius Garland  a fine stagione e le insufficienti prestazioni di Simisola Shittu. Partendo titolare nella maggior parte delle sue partite, ha concluso la stagione tenendo le medie di 11 punti e 5,5 rimbalzi a partita. Il 18 febbraio 2019, Nesmith è stato nominato matricola della settimana della Southeastern Conference (SEC). Ha segnato un record di 26 punti contro la Florida e una doppia doppia di 24 punti e 14 rimbalzi contro Auburn.
Nesmith debutta nella seconda stagione il 6 novembre 2019, segnando 25 punti, inclusi sette tiri da tre punti segno, in una vittoria contro Missouri Southeastern Sate. Nella settimana successiva, realizza un record in carriera di 34 punti, nella sconfitta all'overtime contro Richmond. Il 6 dicembre, Nesmith viene inserito nella lista di candidati per l'Oscar Robertson Trophy. Il 21 dicembre eguaglia il suo massimo in carriera di 34 punti contro l'UNC Wilmington. Nesmith segna poi 29 punti con otto triple, miglior prestazione della sua carriera, il 4 gennaio 2020, nella sconfitta contro SMU in overtime. L'11 gennaio 2020, viene annunciato che Nesmith avrebbe saltato il resto della stagione a causa di un infortunio al piede destro, subito nella sconfitta contro Auburn. In 14 partite, ha segnato una media di 23 punti e 4,9 rimbalzi a partita, tirando con il 52,2% da tre punti. Nesmith è stato il quinto miglior realizzatore della NCAA Division I e ha segnato il maggior numero di punti in media di un giocatore della Vanderbilt dai tempi di Tom Hagan nella stagione 1968-1969. Dopo la fine della stagione si dichiara per il Draft NBA 2020.

### NBA

#### Boston Celtics (2020-)
Il 18 novembre 2020, viene selezionato al Draft NBA 2020 con la quattordicesima scelta assoluta dai Boston Celtics.

## Statistiche

### NCAA
| Anno      | Squadra          | PG | PT | MP   | TC%  | 3P%  | TL%  | RP  | AP  | PRP | SP  | PP   |
| --------- | ---------------- | -- | -- | ---- | ---- | ---- | ---- | --- | --- | --- | --- | ---- |
| 2018-2019 | Vand. Commodores | 32 | 19 | 29,0 | 39,2 | 33,7 | 82,5 | 5,5 | 1,4 | 0,7 | 0,6 | 11,0 |
| 2019-2020 | Vand. Commodores | 14 | 14 | 35,7 | 51,2 | 52,2 | 82,5 | 4,9 | 0,9 | 1,4 | 0,9 | 23,0 |
| Carriera  | Carriera         | 46 | 33 | 31,0 | 44,2 | 41,0 | 82,5 | 5,3 | 1,2 | 1,1 | 0,7 | 17,0 |

#### Massimi in carriera
- Massimo di punti: 34 (2 volte)[3]
- Massimo di rimbalzi: 14 vs Auburn (16 febbraio 2019)
- Massimo di assist: 4 vs Southern California (11 novembre 2018)
- Massimo di palle rubate: 3 (4 volte)
- Massimo di stoppate: 2 (7 volte)
- Massimo di minuti giocati: 43 vs Southern Methodist (4 gennaio 2020)

### NBA

#### Regular Season
| Anno      | Squadra        | PG  | PT  | MP   | TC%  | 3P%  | TL%  | RP  | AP  | PRP | SP  | PP   |
| --------- | -------------- | --- | --- | ---- | ---- | ---- | ---- | --- | --- | --- | --- | ---- |
| 2020-2021 | Boston Celtics | 46  | 1   | 14,5 | 43,8 | 37,0 | 78,6 | 2,8 | 0,5 | 0,3 | 0,2 | 4,7  |
| 2021-2022 | Boston Celtics | 52  | 3   | 11,0 | 39,6 | 27,0 | 80,8 | 1,7 | 0,4 | 0,4 | 0,1 | 3,8  |
| 2022-2023 | Indiana Pacers | 73  | 60  | 24,9 | 42,7 | 36,6 | 83,8 | 3,8 | 1,3 | 0,8 | 0,5 | 10,1 |
| 2023-2024 | Indiana Pacers | 72  | 47  | 27,7 | 49,6 | 41,9 | 78,1 | 3,8 | 1,5 | 0,9 | 0,7 | 12,2 |
| 2024-2025 | Indiana Pacers | 45  | 37  | 25,0 | 50,7 | 43,1 | 91,3 | 4,0 | 1,2 | 0,8 | 0,4 | 12,0 |
| Carriera  | Carriera       | 288 | 148 | 21,4 | 46,3 | 38,5 | 82,8 | 3,3 | 1,1 | 0,7 | 0,4 | 8,9  |

#### Play-off
| Anno     | Squadra        | PG | PT | MP   | TC%  | 3P%  | TL%  | RP  | AP  | PRP | SP  | PP   |
| -------- | -------------- | -- | -- | ---- | ---- | ---- | ---- | --- | --- | --- | --- | ---- |
| 2021     | Boston Celtics | 5  | 0  | 15,0 | 27,8 | 28,6 | 100  | 2,6 | 0,2 | 0,2 | 0,2 | 3,2  |
| 2022     | Boston Celtics | 15 | 0  | 3,5  | 23,5 | 9,1  | 75,0 | 1,0 | 0,2 | 0,1 | 0,3 | 0,8  |
| 2024     | Indiana Pacers | 17 | 17 | 32,9 | 43,3 | 27,8 | 91,9 | 4,9 | 2,2 | 0,6 | 0,5 | 10,5 |
| 2025     | Indiana Pacers | 23 | 23 | 28,3 | 47,2 | 49,2 | 86,1 | 5,7 | 1,1 | 0,9 | 0,8 | 12,7 |
| Carriera | Carriera       | 60 | 40 | 22,3 | 43,8 | 38,5 | 88,6 | 4,0 | 1,1 | 0,6 | 0,5 | 8,3  |

#### Massimi in carriera
- Massimo di punti: 25 vs Philadelphia 76ers (18 marzo 2023)[4]
- Massimo di rimbalzi: 10 vs New York Knicks (18 dicembre 2022)
- Massimo di assist: 4 (3 volte)
- Massimo di palle rubate: 4 (2 volte)
- Massimo di stoppate: 3 (5 volte)
- Massimo di minuti giocati: 39 vs Toronto Raptors (28 marzo 2022)

### G League
| Anno      | Squadra       | PG | PT | MP   | TC%  | 3P%  | TL% | RP  | AP  | PRP | SP  | PP   |
| --------- | ------------- | -- | -- | ---- | ---- | ---- | --- | --- | --- | --- | --- | ---- |
| 2021-2022 | Maine Celtics | 2  | 1  | 22,9 | 45,5 | 20,0 | 100 | 6,0 | 2,0 | 0,5 | 0,0 | 13,5 |
| Carriera  | Carriera      | 2  | 1  | 22,9 | 45,5 | 20,0 | 100 | 6,0 | 2,0 | 0,5 | 0,0 | 13,5 |